# Jordi Tarrés i Sánchez
Jordi Tarrés i Sánchez   (Rellinars, 10 de setembre de 1966) és un antic pilot català de trial, el tercer millor en la història d'aquest esport atès el seu palmarès: 7 Campionats del món entre el 1987 i el 1995 (i 2 subcampionats, els anys 1988 i 1992), una victòria als Sis Dies d'Escòcia de Trial (1987), 7 victòries al Trial de les Nacions amb la selecció estatal i 9 vegades Campió d'Espanya.
Els seus set títols mundials el situen com al tercer pilot amb més títols de la història, després de Toni Bou amb trenta-dos (16 a l'aire lliure i 16 d'indoor a data de setembre del 2022) i Dougie Lampkin amb dotze (7 a l'aire lliure i 5 d'indoor). El 2010 va ser nomenat FIM Legend.
Jordi Tarrés va revolucionar el món del trial a mitjan dècada del 1980, amb un pilotatge espectacular i innovador en què aplicava la tècnica que havia après amb la bicicleta durant la seva època en el Trialsín, l'antecedent immediat del biketrial. El seu estil, que incloïa moviments en parat i tota mena de salts i girs, fou adoptat per la resta de pilots des d'aleshores i segueix encara vigent. A banda, Tarrés fou el primer pilot a aconseguir nombrosos patrocinadors amb fortes sumes de diners, fent entrar definitivament el trial en l'esport professional.

## Trajectòria
La seva passió pel trial li ve de ben menut. Prop de casa seva, a Rellinars, es disputava anualment l'emblemàtic Trial de Sant Llorenç, puntuable per al Mundial, i ell hi anava en bicicleta per a veure els seus ídols en acció. És coneguda l'anècdota d'un pòster de Bultaco dels anys 70 on es veu a Yrjö Vesterinen superant una zona davant uns espectadors entre els quals s'hi distingeix Jordi Tarrés quan era un nen.

### Inicis en elTrialsín
La seva gran afecció el portava a preparar-se la bicicleta per tal que s'assemblés a una moto. Casualment, descobrí el Trialsín quan aquest esport tot just s'estrenava a començaments dels anys 80, després de veure Andreu Codina fent-ne una exhibició al Trial Indoor Solo Moto. Tot seguit, hi debutà en competició a Bellaterra amb una bicicleta gairebé sense preparar, la qual va adaptar després i començà a entrenar-s'hi seriosament, fins que es comprà una Montesita T-15 amb la qual anà millorant. Poc després el seu germà gran, Francesc, qui practicava el trial en motocicleta i havia competit en el Campionat d'Espanya, va convèncer el comerciant de motos d'Abrera Antoni Trueba perquè patrocinés modestament a son germà petit. Aviat, com que començava a destacar a les competicions, Pere Pi (impulsor d'aquest esport) també s'hi fixà i li facilità bicicletes, peces i roba per a poder competir en millors condicions, fins que un dia li proposà d'anar de gira per Europa amb la selecció estatal.
Va passar tres anys corrent en bicicleta, aconseguint guanyar la Copa d'Europa de trialsín en categoria Cadet el 1982 i l'estatal absolut -a més de la categoria Juvenil- el 1983. Una curiosa anècdota de la seva etapa al trialsín s'esdevingué el 1982, amb motiu de la prova puntuable per a la Copa d'Europa celebrada a Bèlgica: un grup de participants catalans s'estaven entrenant a Bilstain quan, de sobte, aparegué Eddy Lejeune amb la seva Honda a entrenar-s'hi també. Al cap d'una estona d'intentar, sense èxit, superar una zona costeruda amb la moto, un dels joves catalans li demanà l'Honda per a provar de superar-la. Lejeune s'hi negava inicialment, però acabà deixant-l'hi, i el resultat fou que el jove ciclista superà la zona a la primera, a "zero". Aquell jove era Jordi Tarrés.
De fet, el que de debò li interessava a Tarrés era la moto. En acabar l'ensenyament primari, va abandonar els estudis per a treballar durant un any com a manobre, fins que gràcies a l'ajuda de Trueba es va poder comprar la seva primera moto, amb la qual va començar a entrenar amb Francesc i amb un veí seu, Papitu Casademunt, antic pilot oficial de Bultaco.

### 1983, Canvi al trial en motocicleta

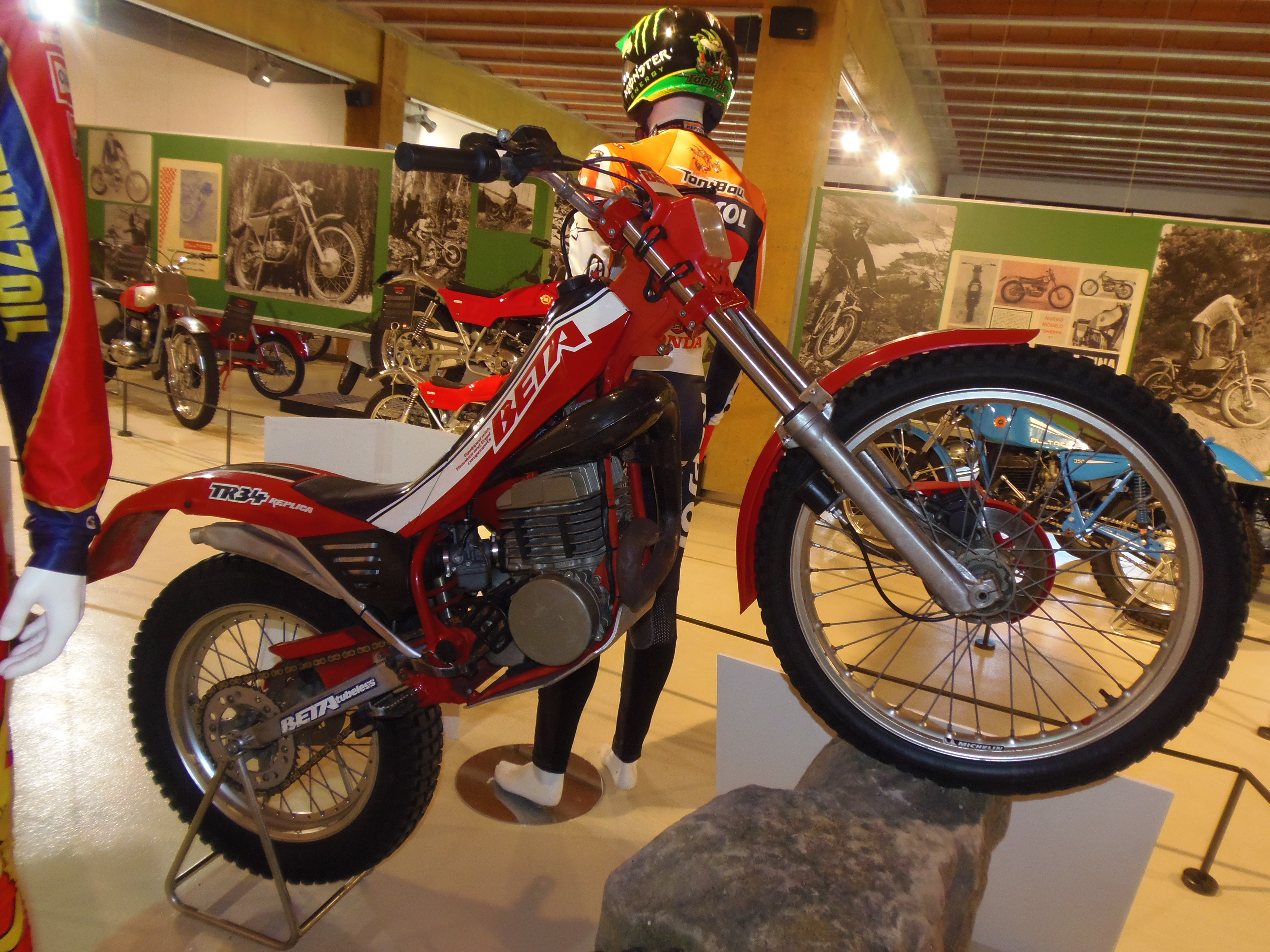
La Beta TR 34 de 1987, rèplica de la que pilotà Tarrés per a guanyar el seu primer mundial

El 1983 Jordi Tarrés va disputar un parell de proves en categoria júnior i el 1984 va deixar la feina de manobre i es va centrar en el trial en moto, participant en el campionat estatal absolut i acabant-hi vuitè després de guanyar-ne una prova (el trial de Morón). Poc després, Pere Ollé, pilot de proves de la marca italiana Beta que aleshores desenvolupava el seu model de 240 cc) amb l'ajut del taller de Trueba, el va dur d'aprenent al mundial. Ollé feia anys que hi competia, primer amb Montesa i després amb Beta, havent acabat en 16a posició la temporada de 1981. Durant els primers anys, Ollé feu de mànager i preparador de Tarrés, i de fet el campió ha declarat algun cop que «En Pere va ser com un germà. Quan jo vaig començar, vivia i menjava del que ell cobrava com a pilot provador de Beta».

### 1985, Debut al mundial amb Beta
Tarrés va debutar el 1985 en el Campionat del Món de trial i l'any següent, 1986, ja va aconseguir la seva primera victòria en un Gran Premi i va acabar quart en la classificació general. A començaments d'any, amb la Beta, Tarrés va obtenir la primera del seu total de set victòries al prestigiós Trial Indoor Solo Moto. Eixe mateix any va rebre una oferta d'un grup japonès per a impartir classes de motociclisme al Japó. Tarrés va acudir a aquell país en qualitat de convidat però va rebutjar el contracte que se li oferia, que incloïa el trasllat al Japó de tota la seva família.
Va ser l'any 1987 quan el nom de Tarrés va entrar en la història del trial, en aconseguir el seu primer títol mundial i convertir-se en el primer català que assolia la corona mundial en aquest esport. Aquell mateix any guanyà també la mítica prova dels Sis Dies d'Escòcia de Trial.
A partir d'aquí, Jordi va dominar gairebé de forma absoluta el trial internacional, mentre donava a conèixer el seu esport a la societat. Amb Beta va guanyar també els títols mundials les temporades 1989, 1990 i 1991, perdent-lo temporalment el 1988 a mans de l'occità Thierry Michaud i el 1992 a mans del finlandès Tommi Ahvala.
El 1991 es produí la ruptura amb Pere Ollé, que passà a ajudar al futur rival de Tarrés, Marc Colomer.

### 1993, Canvi a Gas Gas
Al final de la temporada de 1992 Tarrés va trencar la seva relació amb Beta, força malmesa, i es va posar en contacte per mitjà d'Andreu Codina amb l'empresa catalana Gas Gas, que aleshores tot just començava a despuntar en competicions de trial gràcies a la feina capdavantera del seu tècnic, Josep Rovira Paxau. L'empresa va acceptar encantada l'oferiment i va fitxar Tarrés, qui amb aquesta motocicleta va conquistar contra pronòstic el seu cinquè títol mundial l'any següent, 1993, iniciant una ratxa d'èxits que li atorgarien en total tres títols mundials consecutius amb Gas Gas. Tarrés fou doncs el primer campió del món que guanyava el títol amb una motocicleta fabricada al seu país.

### Retirada
Jordi Tarrés es va retirar de la pràctica activa del trial al final de la temporada 1997, passant a exercir el càrrec de director esportiu de Gas Gas, que mantindria fins al 2006. Durant aquesta època estigué al front de l'anomenada School Gas Gas i l'equip Andorra Gas Gas, encarregant-se del descobriment i formació de nous valors d'aquest esport.
Per la seva escola, amb seu a Rellinars, hi passaren pilots prometedors que després triomfarien internacionalment, com ara Marcel Justribó, Marc Freixa o Albert Cabestany. També Tarrés estigué al darrere de pilots com ara Marc Catllà, Jeroni Fajardo i, sobretot, Adam Raga, a qui descobrí quan era un pilot amateur i se'n feu càrrec, esdevenint un factor clau del seu èxit.
Durant un temps, Tarrés organitzà trials indoor amb son germà Francesc. També llançà una línia de components i accessoris per a trial anomenada JT7 (acrònim de "Jordi Tarrés 7 campionats del món") que distribuïa des del seu Web oficial.
Cap al 2010 va crear el seu propi equip, el SPEA Tarrés Trial Team, concebut com a espai d'aprenentatge i competició per a tres joves catalans: Francesc Moret, Pere Borrellas i el seu nebot (fill de son germà Francesc) Pol Tarrés, qui guanyà el Campionat del Món de trial juvenil el 2010. També fou el responsable del desenvolupament del model de trial JT de la nova empresa Jotagas (fundada el 2010), així com del seu equip de competició. A finals del 2013 abandonà aquesta empresa per a fundar-ne, juntament amb tres socis, una altra de pròpia: TRS Motorcycles.

## Malaltia
El juny del 2025 es va fer públic que Tarrés havia estat sotmès feia poc a un trasplantament doble de fetge i ronyó a causa d'una malaltia hereditària que pateix, la poliquistosi renal.

## Palmarès

### Trialsín
| Any   | C. d'Europa | C. d'Espanya          |
| ----- | ----------- | --------------------- |
| 1982  | 1r Cadets   | ?                     |
| 1983  | 2n Juvenils | 1r Absolut i Juvenils |
| Total | 1           | 1                     |

### Trial
| Any          | Motocicleta  | C. del Món outdoor | C. del Món indoor | TDN | Campionat d'Espanya | Altres              | Títols |
| ------------ | ------------ | ------------------ | ----------------- | --- | ------------------- | ------------------- | ------ |
| 1984         | Beta         | -                  | -                 | -   | 8è                  |                     | -      |
| 1985         | Beta         | 11è                | -                 | 2n  | 3r                  |                     | -      |
| 1986         | Beta         | 4t                 | -                 | 3r  | 1r                  |                     | 1      |
| 1987         | Beta         | 1r                 | -                 | 3r  | 1r                  | Guanyador dels SSDT | 2      |
| 1988         | Beta         | 2n                 | -                 | 3r  | 1r                  |                     | 1      |
| 1989         | Beta         | 1r                 | -                 | 1r  | 1r                  |                     | 3      |
| 1990         | Beta         | 1r                 | -                 | 2n  | 1r                  |                     | 2      |
| 1991         | Beta         | 1r                 | -                 | 1r  | 1r                  |                     | 3      |
| 1992         | Beta         | 2n                 | -                 | 1r  | 1r                  |                     | 2      |
| 1993         | Gas Gas      | 1r                 | 4t                | 1r  | 1r                  |                     | 3      |
| 1994         | Gas Gas      | 1r                 | 2n                | 1r  | 1r                  |                     | 3      |
| 1995         | Gas Gas      | 1r                 | 2n                | 1r  | 2n                  |                     | 2      |
| 1996         | Gas Gas      | 3r                 | 4t                | 1r  | 2n                  |                     | 1      |
| 1997         | Gas Gas      | 5è                 | 8è                | 2n  | 3r                  |                     | -      |
| Total títols | Total títols | 7                  | 0                 | 7   | 9                   | -                   | 23     |

Notes
1. ↑  La classificació consignada a TDN fa referència a la posició final obtinguda per l'equip estatal
2. ↑  Al total de títols s'hi compten tots els campionats estatals o internacionals guanyats, incloent-hi el TDN